# 동일제강
동일제강 주식회사는 대한민국의 제강 기업으로, PC 강선 및 강연선 등을 주로 생산한다.

## 역사 및 현황
1959년에 동국제강 자회사로 서울 영등포구 구로동에서 설립되었으며, 1981년부터 2014년까지 상장폐지 되었다가 2015년 9월 24일 공모가 3,000원에 재상장하였다.

## 논란
- 수원지방검찰청 평택지청은 중대재해법과 관련해 유해, 위험 요인에 관한 확인 및 개선 업무절차를 마련하는 등 안전보건 확보 의무를 다하지 않은 혐의로 동일제강 전 대표와 동일제강 법인을 불구속 기소했다.[1][2]
- 2023년 담합을 이유로 공정거래위원회이 과징금을 부과하였다[3][4]

## 같이 보기
- 삼목에스폼